# Іоанн II (король Кіпру)
Жан II (також Іоанн II, фр. Jean II de Lusignan; 16 травня 1418 — 28 липня 1458) — король Єрусалиму, Кіпру та Кілікійської Вірменії (реально правив лише Кіпром), а також титулярний князь Антіохії від 1432 року.

## Життєпис
Був сином короля Януса й Шарлотти де Бурбон. Зійшов на трон у 14-річному віці після смерті батька.
За його правління Кіпру загрожувала небезпека з кількох сторін. Зокрема від захоплення острову турками Іоанн урятувався лише за допомоги папи Евгенія IV, який надав королю гроші, зароблені на продажах індульгенцій. Загрози з боку родоських іоаннітів удалось уникнути, лише поступкою на користь ордена областю Арса.
Помер 1458 року, після чого престол успадкувала його дочка Шарлотта, яка раніше була у шлюбі з португальським інфантом Жуаном.

## Родина
Був одружений двічі:
- 1440 року з Амадеєю Монферратською (3 серпня 1429 — 13 вересня 1440)
- 3 лютого 1442 року з Єленою Палеолог (3 лютого 1428 — 11 квітня 1458). Від того шлюбу народилась дочка Шарлотта, одружена спочатку з Жуаном де Коїмброю (1456—1457), а потім — з Луї Савойським (1459—1482). Друга дочка королівського подружжя, Клеофа, померла молодою.

Окрім того Жан II мав незаконнонародженого сина Жака (Якова), який був королем Кіпру від 1463 до 1473 року. Був одружений з Катериною Корнаро, останньою королевою Кіпру.